# De aantekeningen van Darwin
De aantekeningen van Darwin is een Belgisch-Spaanse stripreeks die begonnen is in mei 2010 met Sylvain Runberg als scenarist en Eduardo Ocaña als tekenaar.

## Albums
Alle albums zijn geschreven door Sylvain Runberg, getekend door Eduardo Ocaña en uitgegeven door Le Lombard.
| Nummer | Titel                 |
| ------ | --------------------- |
| 1      | Het oog van de Kelten |
| 2      | Een beest sterft      |
| 3      | De aard van het beest |